# Ježevik
Ježevik is een plaats in de gemeente Bukovlje in de Kroatische provincie Brod-Posavina. De plaats telt 77 inwoners (2001).